# Lothar Bisky
Lothar Bisky, född 17 augusti 1941 i dåvarande Zollbrück i Pommern (nuvarande Korzybie i nuvarande Pommerns vojvodskap, Polen), död 13 augusti 2013 i Leipzig, var en tysk politiker (Die Linke) och ledamot i Europaparlamentet.
Från 1993 till 2000 samt mellan 2003 och 2007 var han partiordförande för PDS, och från 2007 till 2010 var han jämte Oskar Lafontaine partiledare för Die Linke. Därtill var Bisky från april 2007 till november 2009 ansvarig utgivare för den socialistiska dagstidningen Neues Deutschland.
I Europaparlamentsvalet 2009 var han toppkandidat för sitt parti. Från dess andra partikongress 2007 till 2010 var Bisky ordförande för det Europeiska vänsterpartiet. Från 2009 fram till 2012 var han gruppledare för Gruppen Europeiska enade vänstern/Nordisk grön vänster i Europaparlamentet.